# Ciulnița, Ialomița
Ciulnița este satul de reședință al comunei cu același nume din județul Ialomița, Muntenia, România.
Comuna Ciulnița este așezată în partea central-sudică a județului Ialomița, pe paralela de 44º32’ latitudine nordică și pe meridianul de 27º41’longitudine estică.
Vecinii comunei sunt: în vest, comuna Buești;
în nord-vest, comuna Perieți; la nord, Municipiul Slobozia iar spre sud, comuna Dragalina(județul Călărași).
Suprafața comunei este de 6846 ha.(68,46 km.²)din care: 477 ha.( 4,77 km.²) reprezintă intravilanul iar 6369 ha.( 63,69 km.²) extravilanul.
Valea Râului Ialomița a constituit o importantă cale de legătură comercială  care ducea spre Orașul de Floci, cunoscut târg la gura de vărsare a râului Ialomiței în Dunăre, unde locuitorii își vindeau surplusul de produse.
În prezent comuna este străbătută de DJ 201 modernizat care îi asigură o legătură rapidă cu reședința județului aflată la o distanță de 4 km.
Climatul prezintă trăsături specifice climei temperate cu puternice caractere continentale de ariditate.
Radiația solară globală se situează în jurul valorii de 126 de kcal./cm² iar durata medie de strălucire a Soarelui este de cca. 2235 de ore /an.
Temperatura medie anuală este de 10,5-11ºC cu amplitudini termice de 45º-55ºC. Primele înghețuri și brume se produc la sfârșitul lunii octombrie iar ultimele în prima jumătate a lunii aprilie.Umiditatea relativă a aerului are valori în jur de 75% iar precipitațiile medii anuale sunt de 450-500 mm/an, cea mai mare parte a lor fiind sub formă de ploaie.Lunile cele mai ploioase sunt sfârșitul lunii mai și începutul lunii iunie iar luna cea mai secetoasă este februarie. Ani mai mult sau mai puțin secetoși sunt relativ frecvenți.Cel mai frecvent vânt este crivățul care, în timpul iernii, aduce geruri și viscole, mai rar mase de aer de origine oceanică pătrunzând în această regiune și determinând iarna, înmoinări ale gerului, ceață și chiciură.
În timpul verii pătrund, uneori mase de aer fierbinte și uscat, de origine mediteraneeană sau nord-africană, provocând canicule cu temperaturi de până la 35-36ºC.
Hidrografia este formată din ape subterane și ape de suprafață. Stratul freatic este situat la adâncimi de 2-3 m în luncă și de 18-33 m pe dună, aceste ape având un caracter slab mineralizat, bicarbonatat, un debit redus și fluctuant în funcție de precipitații.
În a doua jumătate a sec XX apele freatice au fost poluate cu nitriți datorită folosirii iraționale a îngrășămintelor chimice azotoase. Din acest motiv dar și din cauza debitului redus nu pot fi folosite pentru alimentarea unui sistem de distribuție a apei potabile, locuitorii exploatând această apă pentru consum cu ajutorul fântânilor. La adâncimi de 40, 60, 110 m au fost identificate strate acvatice de adâncime cu debite foarte bogate și constante, ultimul strat conținând apă puternic mineralizată și nu este folosită pentru consum.Datorită purității și a debitului bogat locuitorii au început să foreze fântâni la adâncimi de 40 m.
Râul Ialomița este singura apă de suprafață și formează granița cu comuna Perieți și Municipiul Slobozia pe o lungime de 13 km.
Debitul multianual al Ialomiței măsurat la stația hidrometrică Slobozia este 45,7m³/sec,  înregistrându-se un maxim în luna aprilie, care coincide cu topirea zăpezilor și un minim în luna septembrie.
Panta extrem de redusă a reliefului și caracterul variabil al precipitațiilor au determinat, de-a lungul timpului, producerea unor inundații mari cum au fost cele din  anii 1865, 1899, 1900, 1912, 1941, 1955, 1970, 1975, 2006, fapt ce a determinat efectuarea unor lucrări de regularizare și îndiguiri pe teritoriul comunei, pe o lungime de cca.3 km, în dreptul satelor Ciulnița și Poiana.
Regularizările au fost făcute în a doua jumătate a deceniul VIII, sec.XX, după inundațiile din 1970 și 1975. În urma acestor lucrări au rămas văi părăsite, în cea mai mai mare parte colmatate, care mai primesc apă în timpul viiturilor mari. Inundațiile din sec.XIX au determinat și strămutarea totală a vetrei unor sate (Ciulnița, Ion Ghica, Ivănești) sau numai parțială (Poiana și Ghimpați); altele cum a fost Cătunul Livedea a fost părăsit după ce cursul Ialomiței a fost abătut din Municipiul Slobozia, pe lângă marginea dunei unde este și în prezent.
Debitul mediu multianual de aluviuni transportat de Ialomița este de 165 kg./sec. măsurat la Slobozia. În ultimele decenii ale sec.XX, apele Râului Ialomița deveniseră foarte poluate, cu reziduri organice provenite de la complexele zootehnice care deversau dejecțiile direct în râu; această poluare organică, alături de cea chimică, îndeosebi produse petroliere aduse de Prahova, au provocat dispariția peștilor. Abia după 1990, în urma închiderii multor complexe zootehnice, dar și a adoptării unor măsuri de reducere a poluării chimice, în râul Ialomița au reapărut peștii spre marea bucurie a pescarilor.

## Legături externe
Materiale media legate de Ciulnița la Wikimedia Commons